# Rivière aux Cenelles
Pour les articles homonymes, voir Cenelle (homonymie).
La rivière aux Cenelles (en abénaqui : Tsigenas Sibo) est un affluent du Réservoir Taureau coulant dans le territoire non organisé de la Baie-de-la-Bouteille, dans la municipalité régionale de comté de Matawinie, dans la région administrative de Lanaudière, au Québec, au Canada.
Cette rivière coule entièrement en milieu forestier. Depuis la fin du XIXe siècle, la foresterie a été l'activité économique prédominante de ce secteur. Au XXe siècle, les activités récréotouristiques ont été mises en valeur dans la région. La surface des plans d'eau est normalement gelée de novembre à avril ; néanmoins, la période de circulation sécuritaire sur la glace est habituellement de la mi-décembre à la fin mars.

## Géographie
Les bassins versants voisins de la rivière aux Cenelles sont :
- à l'est : le ruisseau Boulé et la rivière Lachance ;
- au nord : le versant du Petit lac Long (altitude : 493 m) et le lac Ricard (altitude : 491 m) qui coulent vers le nord pour se déverser dans le lac Dubuc (altitude : 471 m) dont la décharge va rejoindre le lac Guénard ;
- au nord-ouest : le lac Guénard (altitude : 409 m) qui se déverse dans le ruisseau Guénard lequel coule vers l'ouest jusqu'à la rivière du Poste ;
- à l'ouest : la rivière du Poste, le ruisseau Catin et le ruisseau Lacroix.

Le lac de tête de la rivière aux Cenelles est située à 460 m au sud du Petit lac Long et à 1,9 km à l'est du lac Guénard. La rivière aux Cenelles coule entièrement dans le canton de Créquy.
Parcours des eaux à partir de la tête de la rivière
À partir du lac de tête (longueur : 1,2 km ; altitude : 503 m), la rivière aux Cenelles descend sur :
- sur 220 m vers l'est, jusqu'au lacCulotte (altitude : 503 m) ;
- sur 1,4 km vers le sud-est en traversant le lac Culotte sur sa pleine longueur. Ce lac comporte une baie formant un appendice de 400 m du côté ouest. À son tour, cette baie reçoit les eaux d'un lac en amont (altitude : 505 m) ;
- sur 0,6 km vers l'est, jusqu'au lac sans nom ;
- sur 120 m vers le sud, en traversant un lac sans nom (long de 0,5 km ; altitude : 486 m) ;
- sur 2,9 km vers le sud-est, jusqu'à un lac sans nom, ayant traversé un petit lac (altitude : 465 m) d'une zone marécageuse ;
- sur 0,7 km vers le sud, en traversant un lac sans nom (long de 880 m ; altitude : 406 m), dont la forme ressemble à un estomac. Ce lac comporte des zones marécageuse à l'ouest et au nord ;
- sur 0,4 km vers le sud-est ;
- sur 1,0 km vers le sud-ouest, puis vers le sud-est, en traversant un lac sans nom (altitude : 404 m) ;
- sur 240 m, vers le sud, jusqu'au lacRivard ;
- sur 1,3 km vers le sud, en traversant le lac Rivard (altitude : 399 m) sur toute sa longueur. Ce lac reçoit du côté ouest les eaux des lacs Nelson (altitude : 480 m) et Girot (altitude : 438 m).

Parcours en aval du lac Rivard
À partir de l'embouchure du lac Rivard, la rivière aux Cenelles poursuit sa course sur :
- 1,5 km vers le sud, puis vers l'est, jusqu'à la décharge du lac Ferland (altitude : 420 m), venant du nord. Ce lac chevauche la limite entre les cantons de Bréhault et de Créquy. Ce lac prend ses eaux dans le canton de Bréhault : du lac Georges (altitude : 426 m), du lac Patience (altitude : 448 m) et d'un autre lac sans nom (altitude : 488 m).
- 0,5 km vers le sud-est, jusqu'au lacGayot (altitude : 388 m) ;
- 2,4 km vers le sud-est, en traversant le lac Gayot (long de 2,5 km) presque sur sa pleine longueur. Il reçoit les eaux du Petit lac Gayot (altitude : 395 m) par sa rive ouest.
- 2,0 km vers le sud, puis vers l'ouest, jusqu'au ruisseau Catin venant de l'ouest. Ce ruisseau draine les lacs Pointeau (altitude : 455 m), Catin (altitude : 442 m) et Tina (altitude : 469 m) ;
- 720 m vers le sud-est, jusqu'au lac aux Cenelles (altitude : 366 m) ;
- 0,9 km vers le sud par un détroit, puis vers l'ouest en traversant sur sa pleine longueur le lac aux Cenelles ;
- 1,1 km vers le sud-ouest, jusqu'au réservoir Taureau (altitude : 351 m).

L'embouchure de la rivière aux Cenelles se déverse au fond d'une baie au nord de la partie est du réservoir Taureau que le courant traverse sur 2,0 km jusqu'au barrage à l'embouchure situé à l'extrême Est du réservoir. En aval du barrage, la rivière Matawin traverse les rapides aux Cenelles et les rapides de l'Île Verte.

## Toponymie
Au Canada français, beaucoup de toponymes portent des noms de fruits. La cenelle est le fruit du cenellier. En Amérique, il s'agit d'un petit fruit sauvage, bien acclimaté aux forêts boréales du Canada.
Le toponyme rivière aux Cenelles a été officialisé le 5 décembre 1968 à la Banque des noms de lieux de la Commission de toponymie du Québec.